# Louis Bonamici
Pour les articles homonymes, voir Bonamici.
Louis Jean Alfred Bonamici, né Luigi Bonamici le 13 janvier 1878 à Livourne (Italie) et mort le 12 mars 1966 en France, est un peintre français d'origine italienne.
Il est le fils de Jean Bonamici et d'Égérie Bertacchi. Il se destine très tôt à la peinture.
Ses panneaux ou ses huiles sur toiles représentent des marines, des scènes de ports, de pêche, des calanques mais aussi des bouquets de fleurs, des paysages champêtres, plus rarement des scènes villageoises, le tout, dans une Provence baignée de soleil, comme en témoignent ses peintures de tartanes à Martigues.
Louis Bonamici utilise toujours la technique de la peinture au couteau comme son contemporain Louis Pastour et quelques fois celle de l'aquarelle. Certains critiques artistiques voient ainsi en lui un élève lointain d'Adolphe Monticelli.
L'artiste est très présent dans les salons de peinture entre 1907 et 1935 à Martigues, Cannes, Nice, Toulon, Paris ou Marseille. Il peint également en Italie, notamment à Venise, en Grèce, en Afrique du Nord. Son voyage en Amérique du Nord en 1923-1924 est immortalisé par ses vues de Californie et expose à San Francisco, Los Angeles et New York durant la période de l'entre-deux-guerres.
Sa production abondante assure au peintre une certaine aisance financière grâce à un réseau de galeristes réputés qui lui ouvrent les portes de la renommée partout où il expose : Moullot à Marseille, Armand Drouant ou Georges Petit à Paris, John Levy à New-York. Il est nommé peintre de la Marine en 1921.
Le marché de l'art actuel témoigne du renom passé de Louis Bonamici. Le prix de ses œuvres reste stable, sans atteindre cependant les montants des tableaux de maîtres régionaux que sont François Nardi ou Laurent Mattio. Surtout présent dans les salles de ventes publiques régionales (Toulon, Marseille, Cannes), Bonamici apparaît quelques fois dans les ventes aux enchères nationales à l'hôtel Drouot. Les maisons de ventes anglo-saxonnes telles Christie's ou Sotheby's proposent en de rares occasions des peintures méditerranéennes du maître.
Dans les années 1930, Louis Bonamici s'installe au Lavandou où il demeure jusqu'à sa mort.

## Biographie

### Jeunesse

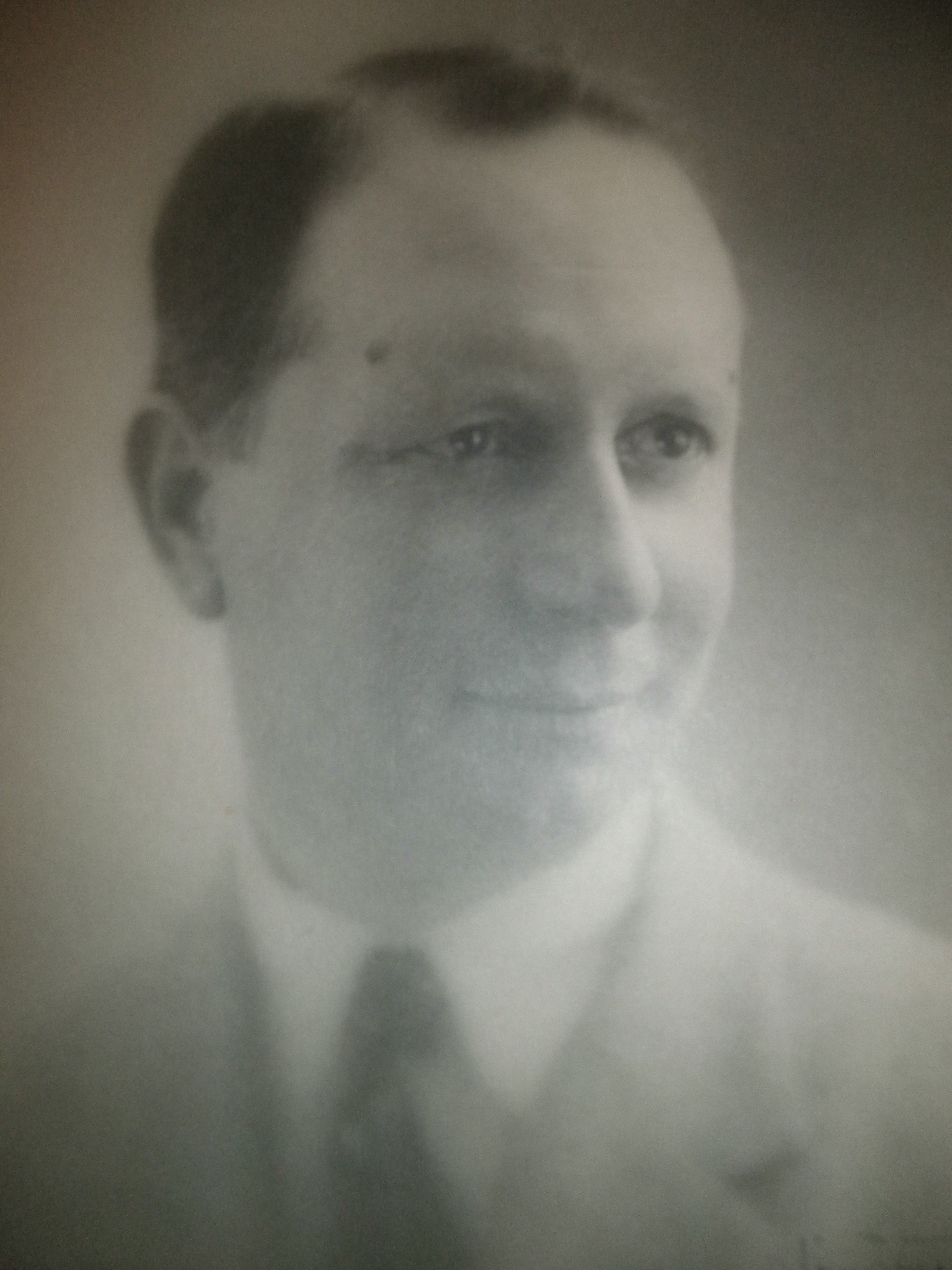
Louis Bonamici vers 1905.

Louis Bonamici est naturalisé Français en 1912. Il se sépare rapidement de sa première épouse Sarah Soustroff, obtient le divorce à la suite d'un jugement de droit international privé s'appuyant sur la convention de La Haye et partage ensuite la vie d'Adèle Renesson, une jeune infirmière-major de l'Union des femmes de France à l'hôpital temporaire de Paris-Plage, fille d'André Renesson Principal du collège communal de Grasse, domicilié Villa Tony, boulevard Victor-Hugo à Grasse. Adèle est une jeune femme plus jeune que lui qu'il épouse.

### Installation sur la côte méditerranéenne

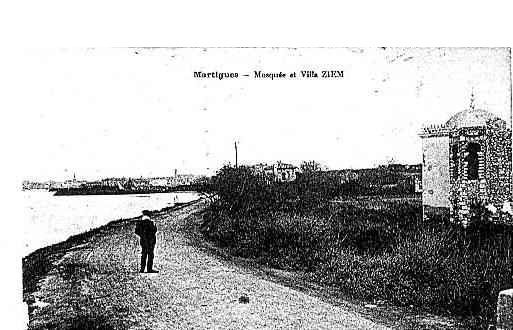
L'atelier de Ziem à Martigues.
Agrandissez cette image

#### Martigues, Toulon, Bandol
Louis et Adèle Bonamici décident de s'établir dans le Sud, Les Martigues, Toulon, Bandol, Marseille aussi. À Toulon, il s'installe dans un atelier sur le port 3, quai du Parti. Comme pour François Nardi, ce lieu est pour lui une source inépuisable de sujets. Il se lie d'amitié avec la famille du président du tribunal de commerce de Toulon, Étienne Bouché. Sur la côte, il a plusieurs autres refuges propices à l'inspiration. Aux Martigues, il habite rue du Figuier (en 1934, un litige commercial le contraint à un procès nécessitant la saisie de sa maison rue du Figuier). C'est là qu'il peint le quai Brescon,. Bonamici est nommé peintre officiel de la Marine en 1921. Au moment où il obtient cette distinction, il embarque sur le Pothuau, un croiseur de la Marine, en qualité de peintre.

#### Corse
Louis Bonamici voyage en Corse en 1919. Lorsqu'il peint sur l'Île de beauté, l'artiste fréquente le peintre Lucien Peri : « En janvier 1929, Peri expose à la galerie parisienne Georges Petit, rue de Sèze. Cette galerie présente des peintres de renommée internationale ainsi que des peintres régionaux et provençaux en particulier comme Jean-Baptiste Olive, Paul Saïn, Louis Bonamici, André Strauss, Louis Soullard ou Paul de Lassence, qui ont souvent représenté la Corse des années 1910 aux années 1930. » Louis Bonamici fréquente également la galerie Bassoul, à Ajaccio, entre 1910 et 1930.

#### Marseille
À Marseille, durant la guerre, il expose sa production chez Moullot, célèbre marchand de l'époque. Il est établi, avant 1920, dans la cité phocéenne 3, quai de Rive-Neuve mais ne reste sans doute pas longtemps dans cette ville. En octobre 1924, il est le signataire d'une protestation emmenée par Eugène Montfort visant les travaux du Vieux-Port de Marseille tendant à supprimer le canal de la douane : « Eugène Montfort, qui habite Marseille une partie de l'année, adresse cette fois à un grand nombre d'artistes provençaux une lettre-circulaire où il fait de nouveau ressortir les graves inconvénients qui résulteraient de ces travaux. En voici les dernières lignes « Nous demandons aux artistes, afin d'essayer de faire réfléchir les auteurs de ce malheureux projet, et s'il en est temps encore, d'arrêter leur fureur destructrice, de bien vouloir répondre là question suivante : ne jugez-vous pas que le canal est extrêmement pittoresque, qu'il forme une des parures du Vieux Marseille, que sa suppression serait déplorable ? L'aspect qu'il présente, non seulement de ses bords, mais de toutes les rues qui aboutissent à lui, ne doit-il pas être conservé avec le plus grand soin ? » Cet appel a été entendu et le Provençal de Paris publie les réponses des nombreux artistes qui joignent leurs voix à celle de M. Eugène Montfort. Citons notamment MM. Lorise Brauquier, Charles Brun, Antoine Cavalier, François Berthet, Louis Bonamici, Henri Doller, Henri Guibert, Paul Marsac, Pierre Marseille, Étienne Martin, Dominique Offand, Jules Olive, Gontran Porten, Fernand Rambert, Léon Roque. »

#### Alpes-Maritimes
Il a peut-être aussi été propriétaire d'une galerie à Saint-Paul-de-Vence.

### Voyages lointains, retour à Paris puis au Lavandou

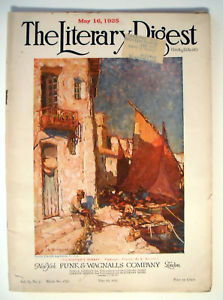
Peinture de Bonamici en couverture de The Literary Digest, 16 mai 1925.

#### Venise et l'Amérique
Louis et Adèle Bonamici voyagent à Venise avec Marguerite Bouché puis à New York en 1923, en Californie où le peintre provençal expose au musée de San Francisco A Monterey Afternoon. En 1924 ils sont encore outre Atlantique : Los Angeles, San Francisco. Il expose chez John Levy 559, Cinquième Avenue à New York. Ces voyages outre-Atlantique et les frais occasionnés par les expositions de ses œuvres conduisent parfois Bonamici devant les tribunaux et jusqu'à la Cour de cassation, notamment en 1931.

#### Paris et Le Lavandou
Louis Bonamici ne rompt pas les liens avec la capitale. Il noue des relations avec certains galeristes réputés de la capitale, Armand Drouant (66, rue de Rennes) en mars 1926 et Georges Petit. Le ministre de la Marine le décore de la Légion d'honneur en juillet 1928 : « Nous sommes heureux de trouver parmi les nouveaux promus au grade de Chevalier de la Légion d'honneur, le nom de M. Bonamici, artiste peintre, bien connu dans notre ville où il eut ses premiers succès. M. Bonamici est décoré comme peintre du département de la Marine, et nous lui adressons nos plus vives félicitations. » Il reçoit aussi les palmes académiques (on dit à l'époque officier d'académie) en 1926. Il s'installe à la fin des années 1930 au Lavandou, station balnéaire de la côte varoise où il demeure jusqu'à sa mort.

## Peinture au couteau

### Influence
Selon André Alauzen, l'art pictural de Louis Bonamici présente des similitudes avec la peinture de Laurent Mattio ou celle de  Joseph Hurard et de Jacques Van den Bussche. Certains critiques de salons de son époque le pensent influencé par Adolphe Monticelli : « Évidemment, Monticelli, autant que Cézanne, avait impressionné ce jeune homme inhabile et qui demain, peut- être, sera célèbre à son tour... Les pâtes épaisses, les enduits ont du relief qui vous obligent à contempler de loin le tableau, au lieu de coller de nez sur le châssis, comme l'habitude en est indéracinable, ont définitivement conquis,semble-t-il, le goût des amateurs provençaux. Et voici comment un Bonamici, lui aussi parti ou reparti de Cannes, s'est promis à la gloire. Celui-ci est plus l'élève de Julien Gustave Gagliardini, lui-même disciple de Monticelli (comme Frédéric Montenard, hôte du Luxembourg et non moins méridional) que de Monticelli lui-même. À Toulon, Bonamici compte tout un peuple d'imitateurs, comme à Marseille l'un de ses plus illustres devanciers. »

### Technique

#### Peinture au couteau avec Louis Pastour
Son œuvre est essentiellement maritime puisqu'il représente souvent les côtes provençales et dessine pour la Revue maritime. Mais il peint aussi des bouquets de fleurs, des paysages, quelques portraits que son entourage lui inspire. Il pratique la peinture au couteau comme son contemporain cannois Louis Pastour, qu'il côtoie et qu'il influence : chez Fouque, galeriste aixois de la rue Thiers, a lieu une exposition du peintre cannois, Louis Pastour, dont l'œuvre révèle l'influence de Bonamici. Louis Pastour peint au couteau, mais avec la pâte épaisse qu'il plaque sur ses toiles il donne une flore lumineuse et des paysages éclatants. Il est le peintre des anémones. « On illuminerait le coin le plus sombre en y plaçant une toile de ce peintre dont il faut souhaiter que beaucoup de tableaux prennent place dans les collections aixoises qui en seront vraiment enrichies. » Le XXXIIe salon des sociétaires en 1926, Salon de la Société des beaux-arts de Nice, de 1926 a lieu dans les salles du musée municipal est considéré comme la plus grande manifestation d’art plastique de la saison ; la visite de ce salon commence par les toiles des quatre peintres qui utilisent la technique de la peinture au couteau. Louis Bonamici présente quatre toiles qui sont jugées près du chef-d’œuvre, dont Lagune de Venise, Palais à Venise, San Giorgio Maggiore. Louis Pastour présente Le Soleil Levant et les Barques au matin. Bonamici peint très souvent de grandes voiles rouges, orangées, triangulaires avec des barques, des tartanes par une, deux ou trois, selon le format de sa toile. Le travail au couteau donne du relief aux peintures.

#### Réception critique dans les Salons
Louis Bonamici est un coloriste apprécié des critiques : 

« Bonamici est représenté à ce Salon par trois pièces, dont le curieux d'Art qu'est notre aimable confrère Bidault, est l'heureux possesseur. La Calanque Rosé, le Rocher dans la Tempête et le Vieux Mendiant sont exécutés avec la maîtrise habituelle de ce grand artiste, qui parait avoir gagné encore en puissance depuis son dernier Salon d'avant-guerre. Ces œuvres sont d'une sobriété de facture recherchée, par cet admirable coloriste. Elles sont d'une netteté et d'une précision de toucher remarquables. On est frappé en étudiant sa Tête de vieillard, de la grandeur des effets obtenus, en contraste avec la simplicité des moyens d'exécution. Un seul trait aux yeux du Vieux Mendiant et voici que nous apparaît toute son existence de misère et de lassitude. Cela,c'est du très grand art, ou mieux : de l'Art tout court. Il s'y trouve aussi un je ne sais quoi qui rappelle la manière des Torrentz de la bonne époque, tout en différant complètement de lui. C'est la marque du Maître que de savoir rester toujours original, à la façon dont procédait Molière. Sobriété de teintes encore dans le Rocher dans la Tempête, battu par les lames écumantes conçu dans les tons verts et violets des Vagues de 1914 avec des gris noyés. La Calanque Rosé est un clair-obscur très poussé et fort harmonieux qui vaut à lui seul une visite supplémentaire au Salon. Cette toile, qui n'est pas loin d'être un chef-d'œuvre, est en tout cas une des meilleures de Bonamici. Et c'est un morceau de choix digne du Luxembourg. »

Les pâtes épaisses, les enduits en relief obligent les visiteurs à prendre du recul pour contempler les compositions de Bonamici ou de Pastour présentes dans les expositions des galeristes où le peintre méridional est associé à l'aquarelliste Montagné chez Georges Petit en 1928.

## Expositions et Salons

### En France

#### Salons et expositions sur la Côte d'Azur et à Marseille
Louis Bonamici expose très jeune au Salon de Cannes, dès 1908. À cette occasion, les critiques d'art se montrent circonspects sur sa technique : « M. Louis Bonamici, a lui, je crois, exagéré la note : Blanchisseuse et Marines sont rutilantes, jointes en pleine pâte mais avec des tonalités conventionnelles. M.Bonamici est un jeune que l'expérience assagira et rendra tout aussi original mais plus sincère. »
Il participe au Salon de Cannes en 1907 : « Les quatre tableaux de M. Louis Bonamici ont certainement de précieuses qualités, de coloris et d'exécution, mais ils étonnent un peu. Les effets de lune sont difficiles à traduire et si le peintre a réussi dans son tableau rayons de lune sur la mer, où on ne voit pas la lune, il a été moins heureux dans le lever de lune à Carqueiranne, Marine à Carqueiranne et Marine, sur le ciel desquels se détache une pleine lune éclatante » L'artiste participe dans la même ville à un concours d'affiches en 1912 et y obtient un second prix. Il est aussi présent au Salon de Nice : « Le Salon des peintres du Midi qui vient de s'ouvrir à Nice, présente une collection fort intéressante de paysages de la Provence, du Comté de Nice et de la Corse. Pour tous ceux qui aiment la nature méridionale, c'est un plaisir véritable que de voir, réunies à cette exposition, les toiles violentes dans lesquelles M. Bonamici exprime la beauté des calanques rougeâtres de la côte méditerranéenne. » Il est présent avec Louis Pastour (peinture au couteau) lors de l'exposition de Nice en 1926 après avoir exposé en 1923 à Cannes déjà avec lui :« Louis Bonamici et Louis Pastour font de la peinture au couteau ; leurs marines ont de la lumière, de la couleur, de la vigueur. » Lors de ce salon, les critiques sont en général élogieux : « J'ai remarqué spécialement les œuvres de MM. Bonamici, Louis German, Arluc et Tavel. M. Bonamici connaît bien son métier ; il le pratique avec une verve un peu lourdement farouche. Il y a dans ses marines une puissance d'évocation et une justesse d'interprétation dignes d'éloges. Son Lever de lune en pleine mer satisfait à la fois le regard et l'esprit. » À Nice, il découvre en 1932 chez un marchand un lot de toiles faussement attribuées à son nom et porte plainte. Il expose ses toiles chez Moullot à Marseille en décembre 1947, décembre 1948 et novembre 1950 entre autres. Une exposition à Hyères en 1990 – 1991 est organisée par la galerie Thévenin avec notamment Au mouillage, Roses blanches, Roses rouges et blanches et Place orientale

#### Expositions à Paris
Louis Bonamici est présent dans plusieurs expositions chez le galeriste parisien Georges Petit, dont la presse de l'époque se fait l'écho : « Une exposition chez Georges Petit, classe, pour la finesse de perception, pour la discrétion du sentiment, G. Loiseau au premier rang. La même galerie montre des aquarelles de Montagne et de robustes peintures de Bonamici. » Cette galerie assure la notoriété parisienne de Bonamici : « Aujourd'hui a lieu à la Galerie Georges Petit, 8, rue de Sèze, le vernissage de la très belle exposition des œuvres que le peintre bien connu L. Bonamici a rapportées de Provence et de Vénétie. Toiles colorées où l'artiste, a su faire chanter la lumière du Midi et dégager la noble poésie des paysages aux lignes pures. Le Figaro consacrera, dans son supplément illustré de jeudi prochain, une étude à cette exposition qui sera un des événements artistiques de la saison. » Ce succès se répercute sur le prix de ses peintures : 

« En ce moment, les Marseillais prêtent l'oreille et sont curieux de connaître l'accueil réservé par les Parisiens à leur peintre préféré, celui qui exprime le pittoresque de chez eux, avec le plus juste éclat, L. Bonamici. Qu'ils soient rassurés pour sa première exposition car c'est la première fois que l'excellent et jeune peintre du Département de la Marine se risque à une manifestation d'ensemble Bonamici obtient un succès rare et de bon aloi à la Galerie Georges Petit, où a lieu son exposition, les amateurs s'arrachent ses toiles. Bonamici, il est vrai, traduit avec une fougue incomparable la couleur magique des côtes de Provence et de l'étang de Berre il n'exaspère pas son enthousiasme au spectacle des lumières radieuses il le laisse surgir sans effort, naturellement, et il dit la chanson entraînante de son pays, à pleine voix, avec tout l'enchantement de la couleur et du soleil, et tous les éléments, bateaux aux, voiles de sang, eaux transparentes agitées  de frissons, murailles aux poussières d'or et de feu, et ciel d'azur léger planant sur la mer aux tons profonds et graves, inépuisable clavier dont il joue sans fatigue et magnifiquement. »

 Encore chez Georges Petit lors de la rétrospective Lucien-Victor Guirand de Scevola.
Bonamici expose aussi chez Armand Drouant en 1926, lors de l'exposition que le célèbre galeriste parisien organise sur le peintre Henri Martin.

#### Autres expositions
Expositions à Nancy en 1913 puis Lyon en 1927 (galerie Pouillé-Lecoultre, rue de la République) et 1928.

### Hors de France
Louis Bonamici expose chez John Levy 559, Cinquième Avenue à New York, notamment en janvier 1925. Il est présent à l'exposition de Barcelone, présenté par Louis Vauxcelles en 1927 et 1928. Il expose à Alger en 1934.

Louis Bonamici à New York
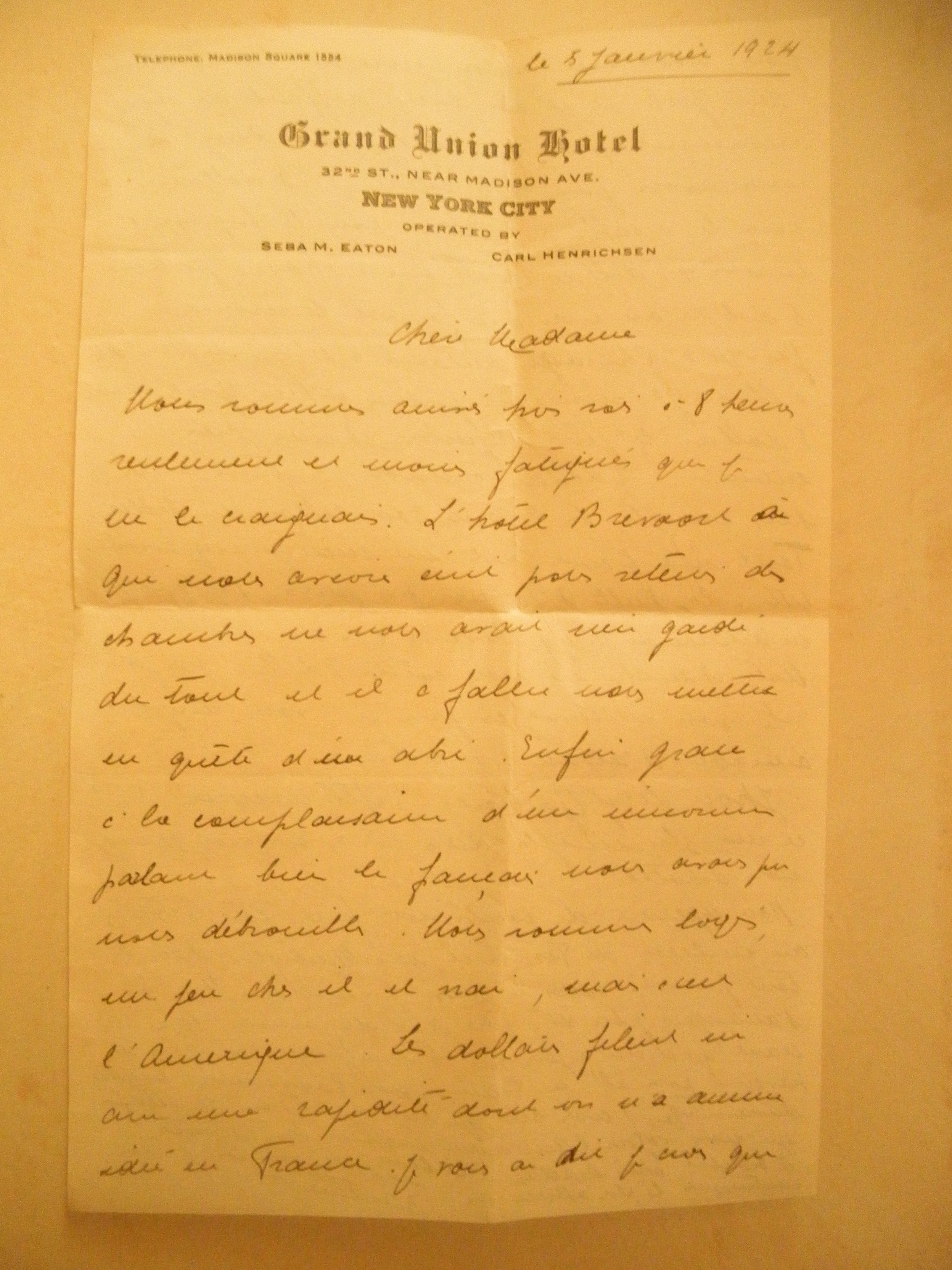
Le séjour des Bonamici à New York en 1924.
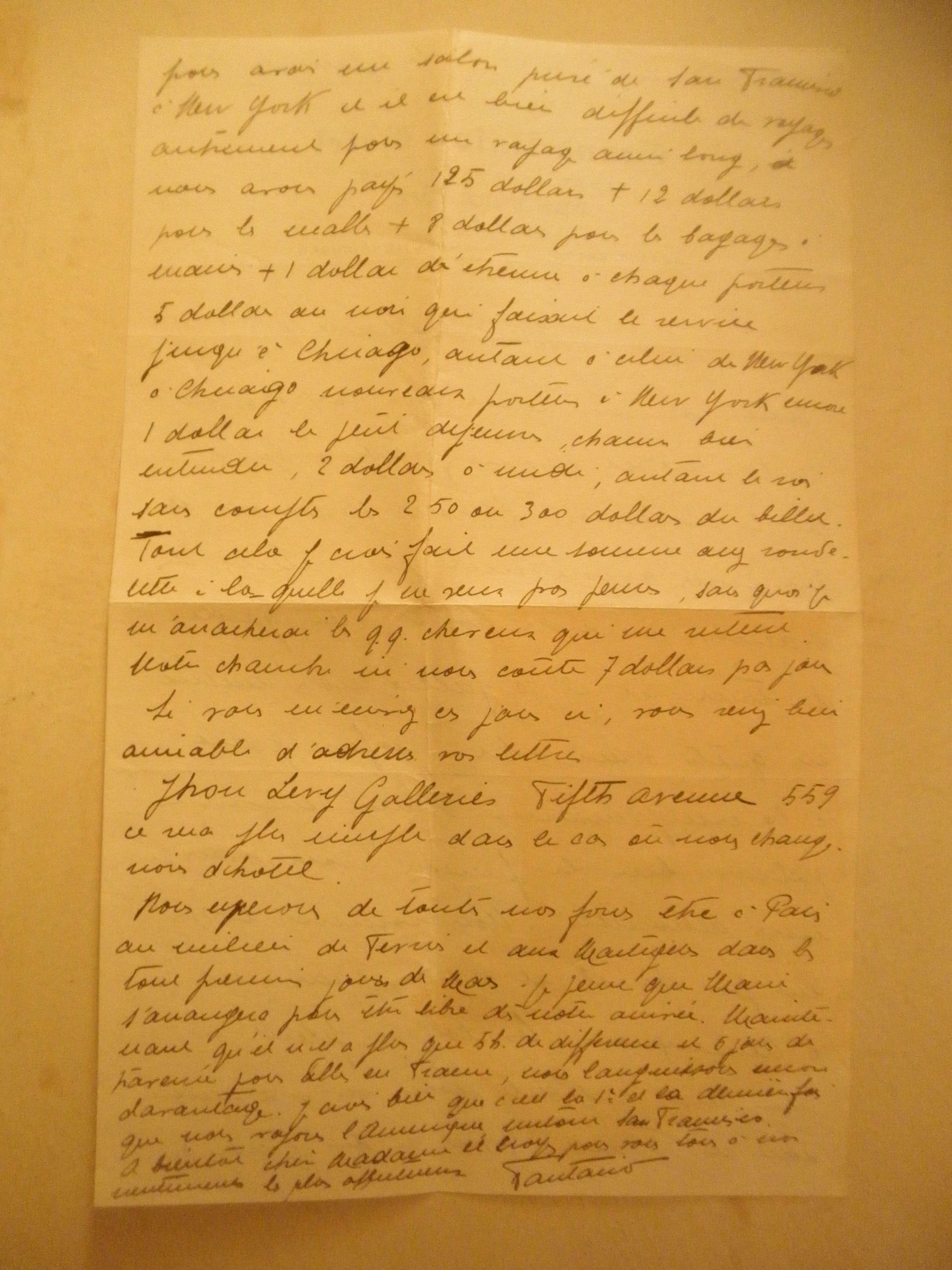
Collaboration avec le galeriste John Levy.

## Diverses collaborations
Louis Bonamici collabore avec le syndicat d'initiative de Nice en 1920 pour la réalisation d'une affiche promotionnelle touristique sur le PLM. Il réalise aussi une estampe multiple Naviglio Grande à Milan. En 1950, il réalise aussi un calendrier marseillais paru chez Moullot avec Un coin du Vieux-Port.

## Marché de l'art

### France
Louis Bonamici est un peintre donc la production, abondante, se retrouve souvent en ventes aux enchères, ou proposée dans des galeries spécialisées dans les maîtres provençaux du XXe siècle, en France essentiellement.

### Londres
Cependant de nombreuses ventes aux enchères hors de France proposent parfois des œuvres de ce peintre, notamment chez Christie's, société de vente aux enchères de renommée mondiale basée à Londres, au Royaume-Uni. Les tableaux de Louis Bonamici proposés à la vente sont souvent inclus dans des ventes dont le thème est l'« Impressionnisme et l'Art moderne ».

### Cote de l'artiste
Les prix en euros oscillent entre 200 euros et 8 000 euros. Cet écart est fonction de la taille du panneau ou de la toile, du nombre de personnages représentés, du sujet. La Bibliothèque de Marseille possède un catalogue mentionnant une ancienne vente.

## Odonymie
Une voie publique de Toulon est nommée en l'honneur du peintre : l'impasse Louis-Bonamici.